# Барретт, Эрл
Эрл Де́лиссер Ба́рретт (англ. Earl Delisser Barrett; 28 апреля 1967) — английский футболист, защитник. Наиболее известен по выступлениям за клубы «Олдем Атлетик», «Астон Вилла» и «Эвертон», а также за национальную сборную Англии.

## Клубная карьера
Уроженец Рочдейла, Барретт является воспитанником футбольной академии «Манчестер Сити». В апреле 1985 года подписал с «Сити» свой первый профессиональный контракт. В основном составе «Манчестер Сити» провёл только 4 матча. С марта по май 1986 года выступал за «Честер Сити» на правах аренды, сыграл 12 матчей в Четвёртом дивизионе и помог команде выйти в Третий дивизион.
В ноябре 1987 года перешёл в «Олдем Атлетик» за 35 тысяч фунтов. В сезоне 1989/90 помог команде выйти в финал Кубка Футбольной лиги, в котором «латикс»  проиграли клубу «Ноттингем Форест». В том же сезоне команда дошла до полуфинала Кубка Англии, проиграв в переигровке «Манчестер Юнайтед». В следующем сезоне помог команде выиграть Второй дивизион и выйти в высший дивизион (Первый дивизион, который в 1992 году был преобразован в Премьер-лигу). Всего провёл за «Олдем Атлетик» 221 матч и забил 9 голов.
В феврале 1992 года перешёл в бирмингемский клуб «Астон Вилла» за 1,7 млн фунтов (что до сих пор является рекордной суммой, полученной «Олдемом» за трансфер игрока). В сезоне 1992/93 «Вилла» заняла второе место в Премьер-лиге (на десять очков меньше, чем чемпион «Манчестер Юнайтед»). В сезоне 1993/94 команда выиграла Кубок Футбольной лиги, обыграв в финале «Манчестер Юнайтед». Всего провёл за «Виллу» 150 матчей и забил 2 гола.
30 января 1995 года перешёл в «Эвертон» за 2,25 млн фунтов. Дебютировал за «ирисок» 1 февраля 1995 года в матче против «Ньюкасл Юнайтед». В сезоне 1994/95 «Эвертон» выиграл Кубок Англии, но Барретт уже был заигран в этом турнире за «Астон Виллу» и поэтому не получил медаль победителя. Из-за проблем с коленом провёл за команду только 83 матча за четыре сезона.
В январе 1998 года отправился в месячную аренду в «Шеффилд Юнайтед», проведя за команду 5 матчей. Уже в следующем месяце перешёл в «Шеффилд Уэнсдей» на постоянной основе. Провёл за команду 15 матчей в Премьер-лиге. Летом 2000 года покинул команду и вскоре объявил о завершении карьеры игрока из-за травм.

## Карьера в сборной
21 мая 1990 года дебютировал за сборную Англии до 21 года в матче против Португалии в рамках Тулонского турнира. Всего провёл на турнире 4 матча и помог англичанам завоевать чемпионскую медаль.
3 июня 1991 года дебютировал за главную сборную Англии в товарищеском матче против сборной Новой Зеландии. В июне 1993 года провёл ещё два товарищеских матча за сборную: против сборной Бразилии и сборной Германии.
Также провёл четыре матча за вторую сборную Англии.

## Тренерская карьера
В июле 2009 года был назначен тренером команды «Сток Сити» до 14 лет.  Также тренировал детские команды клуба «Олдем Атлетик» и занимался организацией мероприятий в «Манчестер Сити».

## Достижения
Олдем Атлетик
- Победитель Второго дивизиона:  1990/91
- Финалист Кубка Футбольной лиги: 1989/90

Астон Вилла
- Вице-чемпион Англии: сезоне 1992/93
- Обладатель Кубка Футбольной лиги: 1993/94

Эвертон
- Обладатель Суперкубка Англии: 1995[11]

Сборная Англии (до 21 года)
- Победитель Тулонского турнира: 1990

Личные достижения
- Член «команды года» Второго дивизиона по версии PFA: 1989/90, 1990/91